# Hà Công Văn
Hà Công Văn (1957 – 1 tháng 12 năm 2014) là một giáo viên tiểu học, Anh hùng Lao động Việt Nam.

## Tiểu sử
Hà Công Văn sinh năm 1957 tại xã Hàm Ninh, huyện Quảng Ninh, tỉnh Quảng Bình.
Ngày 1 tháng 12 năm 2014, thầy giáo Hà Công Văn mất trên đường chuyển tuyến vào Bệnh viện Trung ương Huế. Nguyên nhân trên đường từ xã A Bung (huyện Đakrông) thăm một người bạn và trên đường về nhà thầy bị đất đá sạt lở giữa đường va vào và ngã xuống rãnh thoát nước gần đó. Thầy mất đi mà mộ phần của thầy chỉ là nấm đất đơn sơ.
Năm 2015, thầy Lê Phước Long (nguyên giám đốc Sở Giáo dục và Đào tạo tỉnh Quảng Trị), chủ tịch Hội Cựu giáo chức tỉnh Quảng Trị, thầy Lê Phước Long đã đứng ra vận động Hội Cựu giáo chức, các đồng nghiệp của thầy Văn của ít lòng nhiều để xây cho thầy Văn một nấm mộ. Ngày 27 tháng 4 năm 2017, buổi lễ khởi công diễn ra tại nghĩa trang thôn Trường Niên, xã Hàm Ninh, huyện Quảng Ninh, tỉnh Quảng Bình. Theo thiết kế, ngoài ngôi mộ kiên cố bằng đá, hội cựu giáo chức Quảng Trị sẽ dựng một bia ghi công cho thầy giáo Hà Công Văn ngay trước khu mộ. Tấm bia này cao 1,5 mét, rộng gần 1 mét. Trên tấm bia này sẽ khắc 99 chữ ghi rõ công trạng của thầy giáo Hà Công Văn đối với sự nghiệp giáo dục của tỉnh Quảng Trị. Toàn bộ số tiền đóng góp được 81 triệu đồng.
Với sự đóng góp thầm lặng của mình, gần 40 năm dạy chữ, Thầy giáo – Anh hùng Lao động thời kỳ đổi mới Hà Công Văn đã truyền con chữ cho hàng vạn trẻ em dân tộc Vân Kiều, Pa Cô trên rẻo cao Trường Sơn.

## Quá trình làm việc
Năm 1976, Hà Công Văn nhận công tác dạy học ở vùng cao Quảng Trị.
Tháng 9 năm 1977, thầy tình nguyện lên bản Chân Rò, xã Tà Long, huyện Đakrông, tỉnh Quảng Trị dạy học. Lúc đó, khắp vùng đất này còn hoang vu, đồng bào ở đây chủ yếu là người dân tộc Pa Cô, Vân Kiều và đa số là mù chữ phổ thông. Thầy Văn chủ động tìm đến các già làng, trưởng bản, những người có uy tín trong vùng nhờ họ vận động các gia đình khác tiếp tục cho con em đến lớp. Nhờ vậy, lớp học của thầy Văn cũng đông dần và đi vào ổn định.
Năm 1987 thầy Văn được điều về Trường Húc Nghì tại xã Húc Nghì, huyện Đakrông, tỉnh Quảng Trị (một nơi còn gian khó hơn cả Tà Long). Tại đây, thầy đã sáng tạo ra mô hình "nội trú dân nuôi" mà bây giờ đang được coi như một giải pháp để học sinh miền núi có thể theo học. Không dừng lại ở đó, khi những đứa học trò học xong tiểu học mà chưa có trường Trung học cơ sở, chính thầy Văn đã nghĩ ra chuyện mở "lớp nhô", nghĩa là các em sẽ học lớp 6, lớp 7 do chính các thầy cô tiểu học dạy trong lúc chờ mở trường Trung học cơ sở.
Do làm việc ở nơi xa xôi cách trở, sau gần 20 năm công tác (năm 1996) thì vợ thầy và hai con mới lên thăm chồng, thăm bố lần đầu. Đến năm 2000, vợ thầy Văn mới thu xếp được để lên đoàn tụ với chồng, phụ chồng chăm lo lớp "nội trú dân nuôi".
Năm 2012, ông được điều ra làm hiệu trưởng Trường tiểu học Đakrông, vợ chồng thầy vẫn sống trong căn nhà cấp 4 ở khu tập thể

## Vinh danh
Kiên trì, bền bỉ suốt gần bốn thập kỷ, thầy Văn để lại cho vùng đất nhiều gian khó Đakrông là hàng ngàn người Vân Kiều, Pa Cô được học cái chữ. Đã có rất nhiều học trò của thầy trưởng thành và trở thành những cán bộ chủ chốt trong và ngoài tỉnh. Với công lao to lớn đó, thầy Hà Công Văn đã được Đảng và Nhà nước tặng Huân chương Lao động Hạng 3 và danh hiệu Anh hùng Lao động thời kỳ đổi mới (năm 2002)

## Gia đình
Hà Công Văn lập gia đình với Hà Thị Tuyên và có ba người con, trong đó người con út bị bạo bệnh mất 